# Monte Walsh
Monte Walsh é um filme estadunidense de 1970, dos gêneros drama e faroeste, dirigido por  William A. Fraker, roteirizado por Lucas Heller e David Zelag, baseado no livro de Jack Schaefer, música de John Barry.

## Sinopse
Velho oeste, 1880, um veterano cowboy encara as dificuldades do avanço do progresso.

## Elenco
- Lee Marvin ....... Monte Walsh
- Jeanne Moreau ....... Martine Bernard
- Jack Palance ....... Chet Rollins
- Mitch Ryan ....... 	Shorty Austin
- Jim Davis ....... Cal Brennan
- G.D. Spradlin ....... Hal Henderson
- John Hudkins ....... Sonny Jacobs
- Raymond Guth ....... Sunfish Perkins
- John McKee ....... Petey Williams
- Michael Conrad ....... Dally Johnson
- Tom Heaton ....... Sugar Wyman
- Ted Gehring ....... Skimpy Eagans
- George Coleman Eads.......Frank "Austin" Shorty